# 에페이로스 왕국
에페이로스 왕국 (/ɪˈpaɪrəs/; 북서 그리스어: 고대 그리스어: Ἄπειρος, Ápeiros; 아티카어: 고대 그리스어: Ἤπειρος, Ḗpeiros)는 발칸반도 서부에 있는 이피로스 지역에 있었던 고대 그리스 국가이다. 고대 에페이로스 왕국은 남쪽에는 아이톨리아 동맹, 동쪽에는 테살리아, 마케도니아 왕국, 북쪽에는 일리리아인들과 국경을 접했다. 에페이로스의 왕 피로스는 그리스 세계에서 에페이로스를 제일 강국으로 만들려고 했고, 실패로 끝난 이탈리아 원정 기간에 로마에 맞서 그의 군대를 보내기도 했다.

## 역사

### 선사시대
이피로스 지역은 최소한 신석기 시대부터는 해안을 따라 온 뱃사람들과 이들에게 그리스어를 전해준 내륙의 사냥꾼들과 양치기들이 거주했다. 이들은 미케네의 무덤들과 유사한, 수혈 분묘과 포함된 커다란 봉분 속에 자신들의 지도자를 묻었으며, 이것은 미케네 문명과 이피로스 간에 오랜 접촉이 있었음을 나타낸다. 상당한 미케네 유적지들이 이피로스에서 발견되었으며, 특히 아케론강에 네크로만테이온 (죽음의 신탁소), 도도나에 제우스 신탁소 등이 이 지역에서 가장 중요한 고대 종교 유적지가 발견되었다.
기원전 제2천년기 말 (대략 기원전 1100년-1000년)에 도리스인들이 이피로스와 마케도니아에서 그리스를 침략했으며, 이들의 이주에 대한 이유는 불명확하다. 이피로스의 원주민들은 침입으로 인해 그리스 본토 쪽인 남쪽으로 밀려났고 기원전 제1천년기 초에 그리스어를 구사하는 세 개의 주요 무리들이 이피로스에서 나타났다. 이들은 이피로스 북서쪽의 카오네스인, 중부 지역의 몰로소이인, 남부의 테스프로토인이었다.

### 몰로소이인들의 확장 (기원전 470년–330년)
몰로소이인계 아이아키다이 왕조는 기원전 370년부터 이피로스에 최초의 중앙 집권 국가를 세우려 했고, 경쟁 부족들과 희생을 치르며 그들의 세력을 확장했다. 아이아키다이 왕조는 일리리아인들의 약탈에 대한 공동의 위협감에 맞서기 위해, 빠르게 성장하는 마케도니아 왕국과 동맹을 맺었고, 기원전 359년에 몰로소이인들의 왕 아리바스의 조카인 올림피아스는 마케도니아의 왕 필리포스 2세와 혼인했다. 그녀는 알렉산드로스 대왕의 어머니가 되었다. 아리바스가 죽자, 마케도니아의 알렉산드로스의 숙부인 에페이로스의 알렉산드로스 1세가 에페이로스 왕위를 이어받았다.
알렉산드로스 대왕이 아시아로 건너갈 때인 기원전 334년,  에페이로스의 알렉산드로스 1세는 인근 이탈리아 부족들과 성장하는 로마 공화정에 맞서던 마그나 그라이키아의 그리스계 도시들을 지원하러 남부 이탈리아 원정을 나섰다. 전투에서 일부 성과를 거둔 후, 그는 기원전 331년 판도시아 전투에서 이탈리아 부족 연합에 패배를 당한다.

### 에페이로스 왕국 (기원전 330년–231년)

피로스의 이탈리아 원정.

알렉산드로스 1세가 죽은 기원전 330년에, 에페이로스라는 용어가 최초로 고대 그리스 기록에서 단일 정치 체계로서, 몰로소이인 왕조의 지도력하에서 나타났다. 그 뒤로 이피로스의 세 주요 부족들의 독자적인 화폐 주조는 막을 내렸고, 이피로스의 전승이 새겨진 새로운 화폐가 주조되었다. 알렉산드로스 1세 사망 후, 그의 뒤를 계승한 아이아키데스는 카산드로스에 맞서 올림피아스를 지지했으나, 기원전 313년에 그는 퇴위당한다.
아이아키데스의 아들 피로스는 기원전 296년에 왕위에 올랐다. 유능한 사령관이 된 피로스는 그리스계 타렌툼을 도와달라는 요청을 받고 이탈리아반도와 시칠리아섬에 공세를 시작하기로 결정했다. 압도적인 군사 능력을 지닌 에페이로스 군대는 헤라클레아 전투 (기원전 280년)에서 로마에게 승리를 거둔다. 그후로 피로스의 군대는 로마시 인근까지 이르렀으나, 보다 엄청나게 많은 로마군과 불균형적인 교전을 피하기 위해 퇴각했다. 다음 해 피로스는 풀리아 (기원전 279년)를 침공했고 피로스와 로마군 두 군대가 아스쿨룸 전투에서 격돌했고, 이 전투에서 에페이로스군은 막대한 피해를 입은 최초의 피로스의 승리를 거둔다.
기원전 277년, 피로스는 시칠리아의 에릭스에 있는 카르타고의 요새를 점령했다. 이 행위는 나머지 카르타고가 지배하는 도시들이 피로스에게 맞서도록 했다. 한편, 그는 시칠리아계 그리스인들에게 독제적인 행위를 보이기 시작했고 시칠리아인들의 견해는 그에게 분노를 나타냈다. 그가 전투에서 카르타고군에게 패배하자, 그는 시칠리아를 포기할 수밖에 없었다.
피로스의 이탈리아 원정은 불확실한 베네벤툼 전투 (기원전 275년) 이후로 끝이 났다. 군대 대부분을 잃은 그는 에페이로스로 돌아가기로 결정했고, 최종적으로 이탈리아에 있는 그의 모든 영토를 상실하는 결과를 낳았다. 그의 값비싼 승리 때문에, "피로스의 승리"라는 용어는 승자가 막대한 비용을 치러서 거둔 승리에 사용된다.

### 에페이로스 동맹 (기원전 231년–167년)

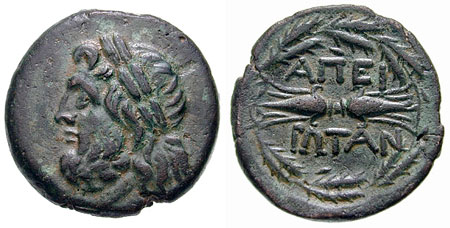
제우스 (좌)와 "에페이로스의"를 뜻하는 "ΑΠΕΙΡΩΤΑΝ"라는 문구와 함께 벼락 (우)가 새겨진 에페이로스 동맹의 화폐.

기원전 233년에, 아이아키다이 왕조의 마지막 생존 인물인 데이다미아가 살해당했다. 그녀의 죽음은 에페이로스 왕가의 갑작스러운 단절을 가져왔고 서부 지역의 아카르나니아가 독립을 주장하고, 아이톨리아 동맹이 암브라키아, 암필로키아를 점령하면서, 암브라키코스만 북쪽만을 유지하며, 영토가 줄어들기는 했지만 연방 공화국이 세워졌다. 새로운 에페이로스의 수도는 카오네스인의 정치적 중심지인 포이니케에 세워졌다. 아이아키다이 왕조의 빠른 몰락의 이유는 종합적이었을 것이다. 아이톨리아 동맹의 압박이 제역할을 했었을 것이 틀림없고, 게다가 마케도니아와 동맹이 지지를 받지 못하여, 사회적 긴장이 있었을 것이다. 그럼에도, 에페이로스는 상당한 힘을 유지했고, 각자의 의회 (또는 시네리온)를 보유한 연방 국가인 에페이로스 동맹의 보호하에서 연합했다.
시간이 흘러, 에페이로스는 마케도니아와 여러 차례 전쟁을 하고 확장주의적 태세의 로마 공화정의 커져가던 위협에 직면했다. 에페이로스 동맹은 1, 2차 마케도니아 전쟁에서 중립을 지켰지만, 제3차 마케도니아 전쟁 (기원전 171년–168년)에서는 몰로소이인들은 마케도니아 편을, 카오네스인과 테스프로토인들은 로마 편을 들며 분열했다. 이 결과는 에페이로스에 재앙적이었는데, 몰로소이는 기원전 167년에 로마에 점령당하고 그곳의 거주민 150,000명이 노예가 되었다.

## 구성

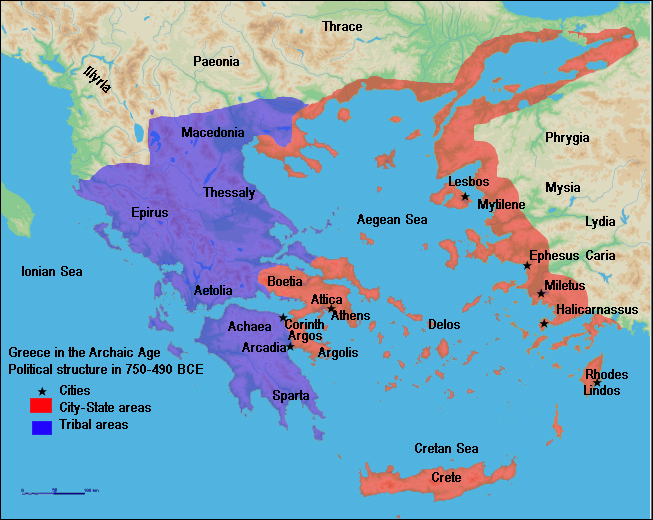
고대 그리스 세계 (기원전 8–5세기)의 정치 구조.

고전 시기에, 이피로스는 그리스의 나머지 지역에서도 정착한 동일한 유목 계열의 그리스 부족들이 정착했다. 그 당시에 아테네나 스파르타 같이 도시 국가 일대에서 살던 대부분의 그리스인들과는 달리, 에페이로스인들은 소규모 마을에 살았고 이들의 삶의 방식은 남부 그리스인들의 폴리스의 방식과는 이질적이었다. 이피로스 지역은 그리스 세계의 가장자리에 놓여있고 평화와는 거리가 멀었는데, 수 세기간 이 지역은 아드리아 해안가와 내륙 지역의 일리리아인들과 분쟁중인 변방으로 남았다. 그럼에도, 이피로스는 가장 유명한 델포이 신단 다음으로 중요하게 여겨지는 도도나의 신단과 신전의 존재 때문에 바로지리적으로 멀리 떨어져 예상되는 것보다 종교적 중요도가 훨씬 컸다.

## 문화
에페이로스인들은 이오니아 제도의 그리스 식민지에서 사용하는 도리스어와는 다른 북서 그리스어 억양 구사자들이며, 금석학으로써 증명된 거의 대부분은 그리스식 이름을 지녔다. 에페이로스인들은 일부 고전 시기 그리스 작가들에게 멸시 취급을 당했던 것으로 보인다. 기원전 5세기 아테네의 역사가 투키디데스는 그의 저서 펠로폰네소스 전쟁사에서 이들을 야만인이라고 저술했고, 더불어 스트라본도 지리서에서 그랬다. 할리카르나스의 디오니소스, 파우사니아스, 에우트로피우스 같은 다른 작가들은 그리스인이라 여겼다. 사이먼 블로어는 이 모호하고, 정반대되는 에페이로스인에 대한 투키디데스의 주해에 대해 에페이로스인들은 완전히 야만인이거나 완전히 그리스인도 아닌 것임을 나타내며, 하지만 후자들은 동족이라 여겼다고 해석했다. 니컬러스 해먼드는 에페이로스인의 주요한 사회 구조가 부족 형태이고 서부 그리스어 억양을 구사했다는 의견을 밝혔다.
플루타르코스는 그리스 영웅 아킬레스를 에페이로스의 문화적 요소로 여겼다는 것을 언급했다. 그가 쓴 피로스의 전기에서, 그는 아킬레스를 "에페이로스에서 신성한 지위를 지녔고 그 지방 억양으로 아스페토스 [Aspetos (호메로스 그리스어로 말로 표현할 수 없는, 말할 수 없이 위대한이라는 뜻)]이라 불렸다고 한다.

## 참고 문헌
- Antoniadis, Vyron (2016). 《Tabula Imperii Romani : J 34 - Athens : Epirus》. Athens: Academy of Athens. ISBN 978-960-404-308-8.
- Boardman, John; Hammond, Nicholas Geoffrey Lemprière (1982) [1925]. 《The Cambridge Ancient History, Volume 3, Part 3: The Expansion of the Greek World, Eighth to Sixth Centuries B.C.》. Cambridge, UK: Cambridge University Press. ISBN 0-521-23447-6.
- Borza, Eugene N. (1992). 《In the Shadow of Olympus: The Emergence of Macedon》. Princeton, NJ: Princeton University Press. ISBN 0-691-00880-9.
- Cameron, Alan (2004). 《Greek Mythography in the Roman World》. New York and Oxford: Oxford University Press. ISBN 0-19-517121-7.
- Hammond, Nicholas Geoffrey Lemprière (1967). 《Epirus: The Geography, the Ancient Remains, the History and the Topography of Epirus and Adjacent Areas》. Oxford, UK: The Clarendon Press.
- Hammond, Nicholas Geoffrey Lemprière (1998). 《Philip of Macedon》. London, UK: Duckworth. ISBN 0-7156-2829-1.
- Lewis, D. M.; Boardman, John (1994). 《The Cambridge Ancient History, Volume 6: The Fourth Century BC》. Cambridge, UK: Cambridge University Press. ISBN 978-0-521-23348-4.
- McHenry, Robert (2003). 《The New Encyclopædia Britannica》 15판. Chicago, IL: Encyclopædia Britannica, Inc. ISBN 978-0-85-229961-6.
- Minahan, James (2002). 《Encyclopedia of the Stateless Nations: Ethnic and National Groups around the World》. Westport, CT: Greenwood Press. ISBN 0-313-31617-1.[깨진 링크(과거 내용 찾기)]
- Tandy, David W. (2001). 《Prehistory and History: Ethnicity, Class and Political Economy》. Montréal, Québec, Canada: Black Rose Books Limited. ISBN 1-55164-188-7.
- Roisman, Joseph; Worthington, Ian (2010). 《A Companion to Ancient Macedonia》. New York: John Wiley and Sons. ISBN 1-4051-7936-8.
- Walbank, Frank William (1984) [1928]. 《The Cambridge Ancient History, Volume 7, Part 1: The Hellenistic World》. Cambridge, UK: Cambridge University Press. ISBN 978-0-521-23445-0.
- Walbank, Frank William (1989). 《The Cambridge Ancient History, Volume 7, Part 2: The Rise of Rome to 220 BC》. Cambridge, UK: Cambridge University Press. ISBN 978-0-521-23446-7.